# الغاوون
الغاوون مجلة شعرية عربية تأسست سنة 2008 في بيروت على يد الشاعرين الشابين ماهر شرف الدين وزينب عساف، وقد باتت اليوم النشرة المركزية للشعر العربي الحديث حيث يساهم فيها كبار الشعراء والأدباء العرب أمثال: شوقي أبي شقرا، سعدي يوسف، وديع سعادة، شوقي عبد الأمير، قاسم حداد، عبده وازن وعبد القادر الجنابي، أمجد ناصر، عبد المنعم رمضان، شوقي بزيع، خزعل الماجدي. إضافة إلى أبرز الشعراء والأدباء الشباب. وقد أسست هذه الصحيفة منذ انطلاقتها في 1 آذار 2008 لتقاليد جديدة في الصحافة العربية حيث قامت بتفعيل السجال النقدي، وخاضت الكثير من المعارك المهمة". كما قامت بالكشف عن سرقات أدبية كثيرة. والأهم من ذلك قيامها بكسر المحظورات والتابوهات الدينية والجنسية حتى وصل الأمر إلى قيام أحد أعضاء مجلس الشورى السعودي بتكفيرها. كذلك تعرّض موقعها إلى الهجوم مرات عديدة من قبل جماعات إسلامية متطرفة.
قدّمت الغاوون الكثير من الأسماء الشابة التي باتت اليوم في مقدمة المشهد الشعري العربي، وأسست لدار نشر تحمل اسم دار الغاوون للتوزيع والنشر لتقديم أعمال هؤلاء الشعراء والأدباء الشباب، حتى باتت اليوم عنواناً لمرحلة شعرية وأدبية كاملة في الثقافة العربية الحديثة.

## وصلات خارجية
- الغاوون شرارة الضوء الأجمل، بقلم: طالب الرفاعي
- كشفتها الغاوون والمتهمة تلوّح بالقضاء، جريدة الحياة
- بين الغاوون ومقدمة، بقلم: عبده وازن
- الغاوون يتبعهم الشعراء، بقلم: نديم جرجورة
- ثمن الشعر بقلم: عقل العويط
- «الغاوون» يتبعها الشعراء، بقلم: رامي الأمين
- لولاهما لما كان، بقلم: شوقي أبي شقرا